# Balões de grande altitude

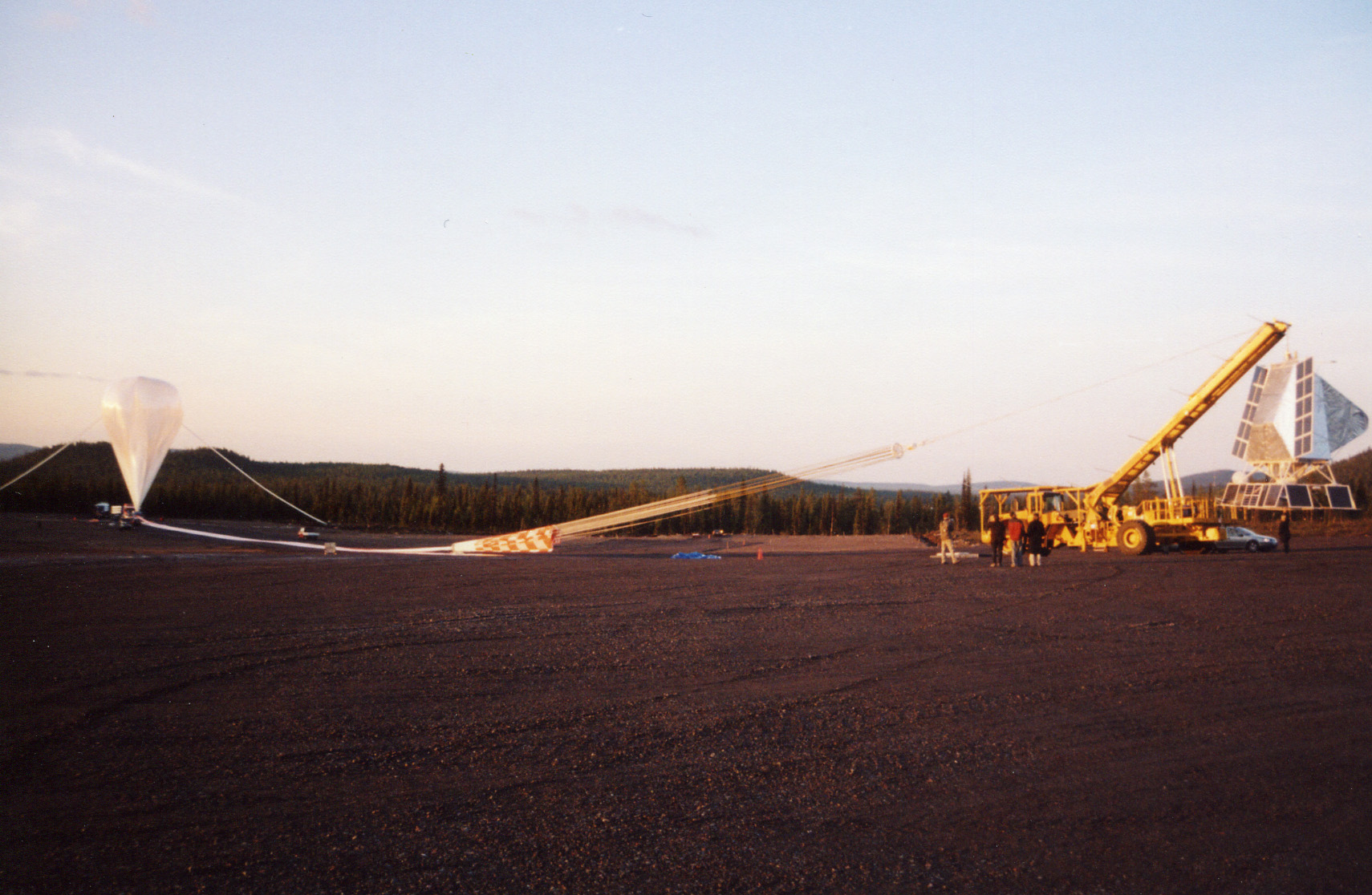
A carga útil BLAST e o balão de grande altitude logo antes do lançamento.

Balões de grande altitude são balões, geralmente enchidos com hélio ou hidrogênio, que são liberados para a estratosfera, geralmente alcançando entre 18 e 37 km de altitude. Em 2002, um balão chamado BU60-1 alcançou 53 km de altitude.
O tipo mais comum de balão de grande altitude são os balões meteorológicos. Outras finalidades incluem: plataforma de experimentos na atmosfera superior. Os balões modernos geralmente carregam equipamentos eletrônicos tais como rádio transmissores, cameras além de sistemas de navegação por satélite tais como receptores de GPS.
Estes balões são lançados para o que se convencionou chamar de área próxima ao espaço da atmosfera terrestre, onde existe muito pouco ar, mas na qual um satélite não consegue se manter em órbita.
Um vortice sazonal na região Antártica permite que os balões sejam recuperados muito próximos do seu ponto de lançamento, fazendo com que esta seja uma área popular para pesquisas baseadas em balões.
Devido ao baixo custo de equipamentos de GPS, balonismo de grandes altitudes vem se tornando um hobby popular

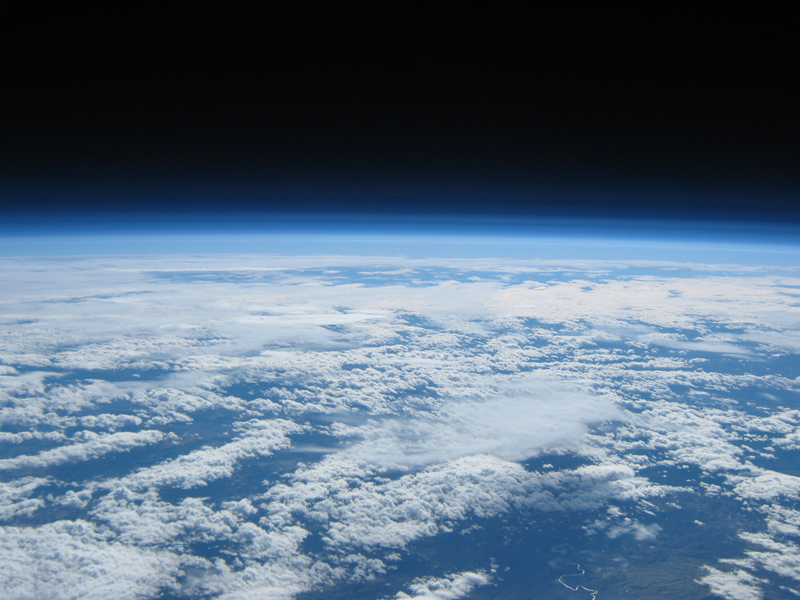
Foto obtida por um balão meteorológigo de 1.500 gramas aproximadamente 30 km acima do estado de Oregon nos Estados Unidos.

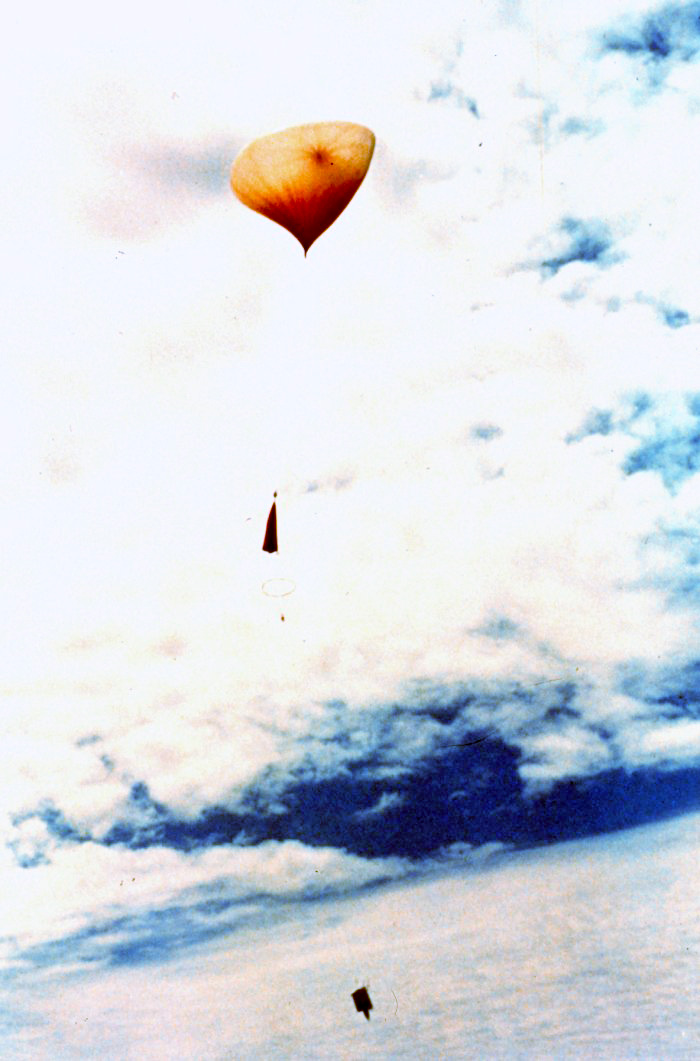
Balão meteorológico Rawinsonde logo após o lançamento.

.

## História

### O primeiro balão a hidrogênio
Na França, em 1783, o primeiro experimento com balões enchidos com hidrogênio foi conduzido por Jacques Charles, um professor de física Francês e os irmãos Robert, renomados construtores de instrumentos para a área de pesquisa.
Charles conseguiu uma grande quantidade de hidrogênio, que até então só era produzido em pequenas quantidades, misturando 540 kg de ferro e 270 kg de ácido sulfúrico. O balão chamado Charlière levou 5 dias para ser enchido e foi lançado do Campo de Marte em Paris onde cerca de 300.000 pessoas assitiram o espetáculo. O balão foi lançado e desapareceu entre as nuvens. A expansão do gás fez com que o balão se rompesse, pousando 45 minutos depois a cerca de 20 km de Paris.